# 909
909 (CMIX) var ett normalår som började en söndag i den julianska kalendern.

## Händelser

### Okänt datum
- Klostret i Cluny grundas av munken Berno av Baume.
- Den siste aghlabidiske härskaren Ziyadat Allah III ibn Abdillah störtas av fatimiderna.
- Nordbor, kallade ruser, härjar och bränner kuststäderna vid Kaspiska havet.

## Födda
- Dunstan av Canterbury, ärkebiskop av Canterbury.

## Avlidna
- Cerball mac Muirecáin, kung av Leinster.
- Sochlachan mac Diarmata, kung av Uí Maine.